# Parque Florestal Antônio de Albuquerque

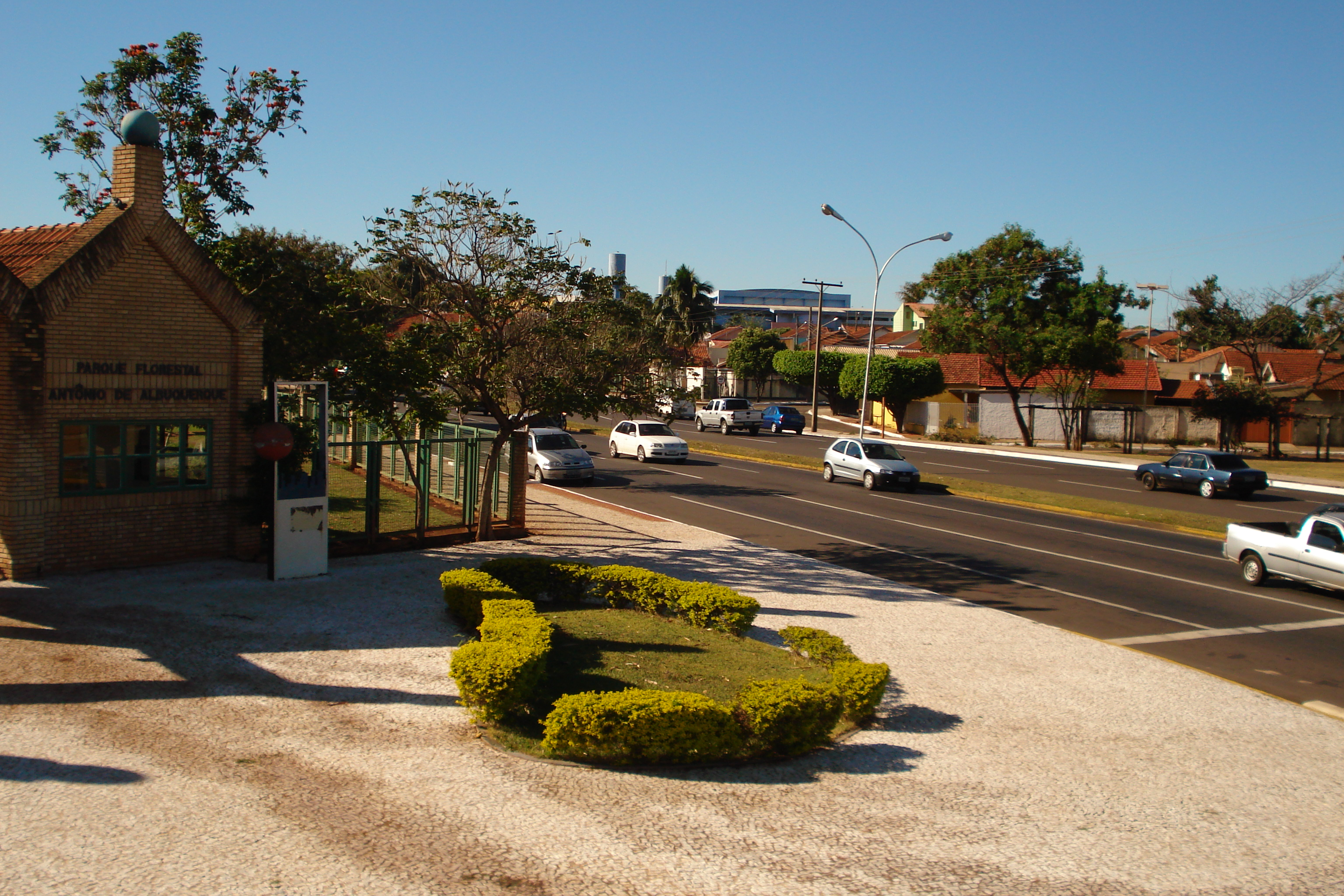
Parque Florestal Antônio de Albuquerque ou Horto-Florestal

O Parque Florestal Antonio de Albuquerque ou Horto-Florestal é um parque localizado em Campo Grande, Mato Grosso do Sul, Brasil.
Possui uma área verde de 4,5 hectares, com espaço de lazer e várias espécies de árvores nativas e preserva características próprias. Mudou para horto florestal em 1956. Dispõe de biblioteca pública, centro de convivência para idosos, orquidário, espelho d´água com espaço para manifestações culturais, pista de skate, teatro de arena coberto para atividades múltiplas (capacidade para cerca de duas mil pessoas), pista de bicicross e projeto de reflorestamento e paisagismo.